# 보호기

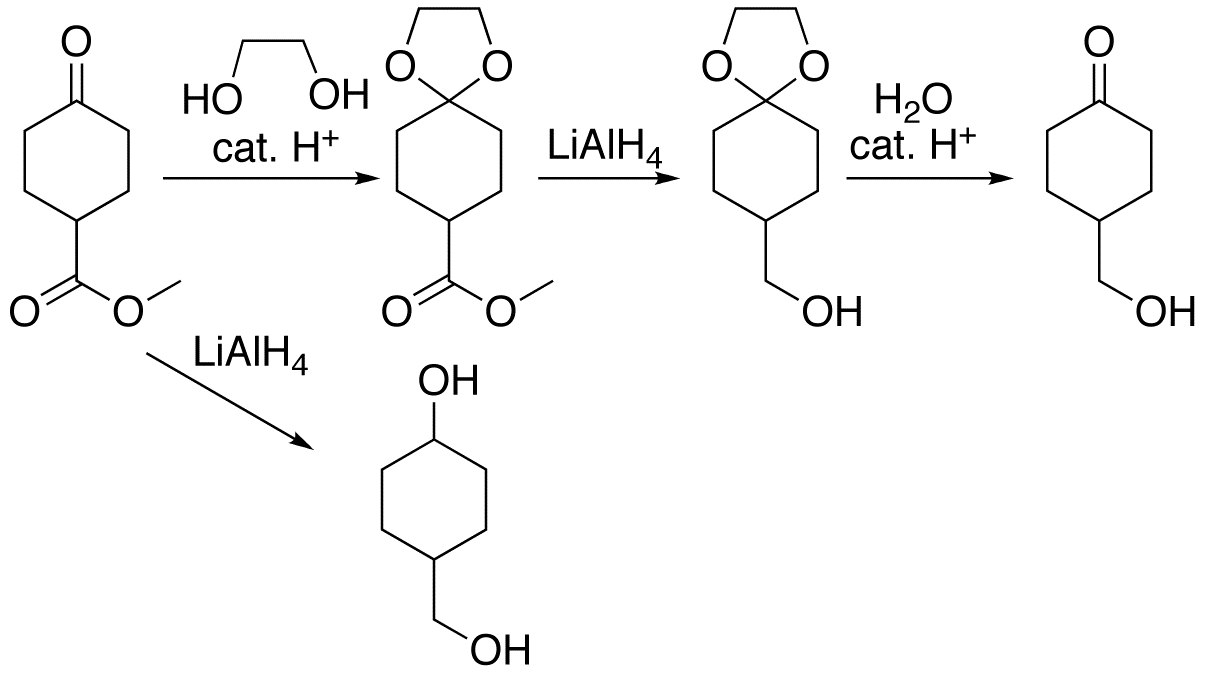
에스터의 환원 동안 에틸렌 글리콜을 사용한 케톤의 아세탈이 보호되는 경우 및 보호되지 않는 경우의 다이올로의 전환

보호기(保護基, 영어: protecting group)는 작용기의 화학적 변형에 의해 분자에 도입되어 후속 화학 반응에서 화학 선택성을 얻는다. 보호기는 다단계 유기 합성에서 중요한 역할을 한다.

## 같이 보기
- 작용기
- 치환기
- 이탈기